# Liste der Monuments historiques in Feigneux
Die Liste der Monuments historiques in Feigneux führt die Monuments historiques in der französischen Gemeinde Feigneux auf.

## Liste der Bauwerke
| Bezeichnung       | Beschreibung | Standort | Kennzeichnung | Schutzstatus | Datum | Bild           |
| ----------------- | ------------ | -------- | ------------- | ------------ | ----- | -------------- |
| Begräbnisstätte   | Neolithikum  |          | PA00114685    | Classé       | 1970  |                |
| Kirche Notre-Dame |              | (Lage)   | PA00114684    | Inscrit      | 1927  | weitere Bilder |

## Liste der Objekte

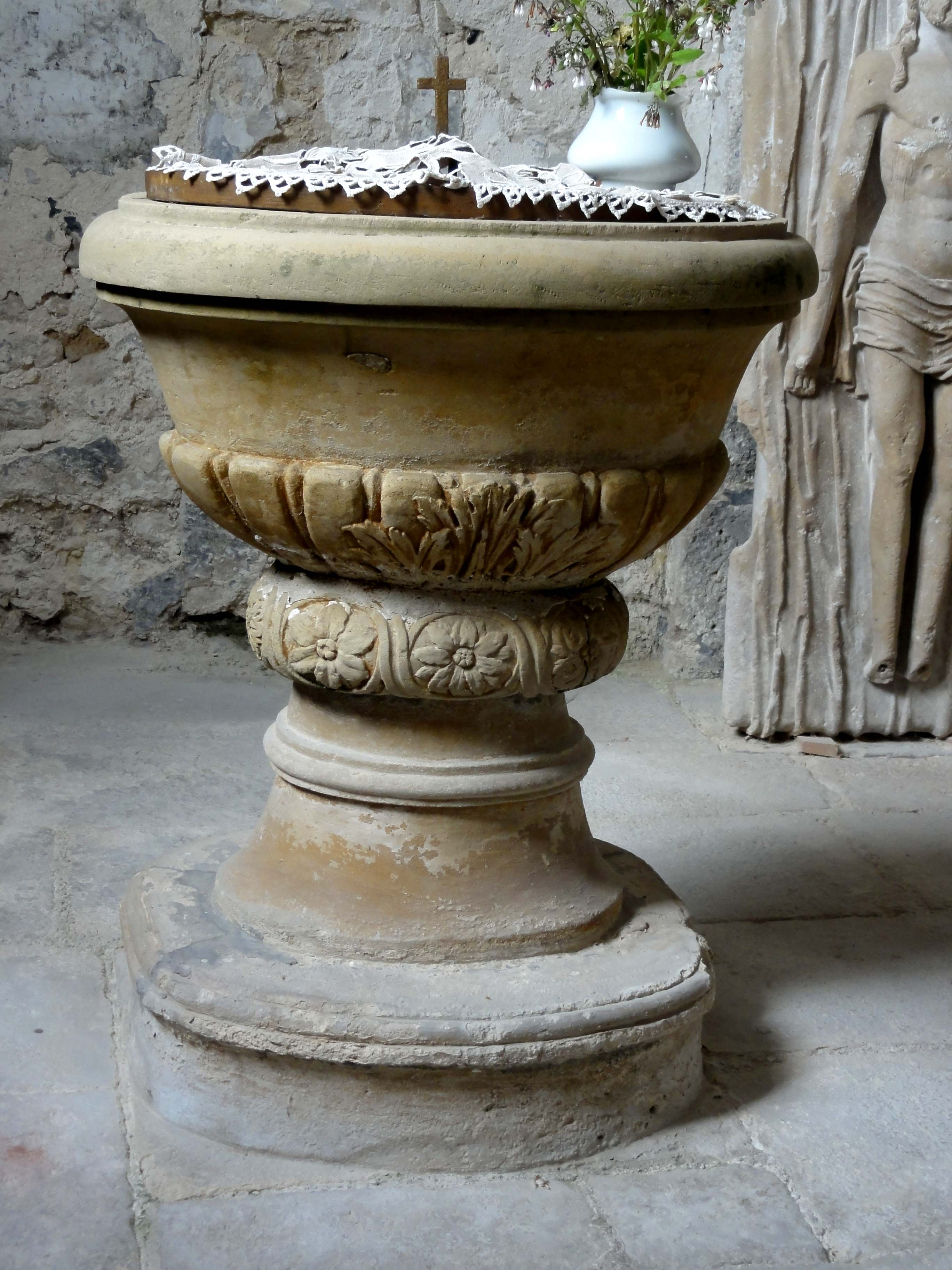
Taufbecken in der Kirche St-Martin

- Monuments historiques (Objekte) in Feigneux in der Base Palissy des französischen Kultusministeriums